# Elisabeta Polihroniade
Elisabeta Polihroniade (24 de abril de 1935 — 23 de enero de 2016) fue una jugadora de ajedrez, filósofa, presentadora, periodista y autora rumana.
Se graduó en Filosofía en Universidad de Bucarest y había estudiado la profesión de periodista de radio y televisión.
En 1951 participó por primera vez en un torneo el Campeonato de Bucarest y en 1955 debutó internacionalmente en un duelo entre Rumanía y Bulgaria.
Con diversas participaciones en las Olimpiadas de ajedrez de 1966 a 1988 habiendo conquistado un total de nueve medallas. En la edición de 1966 conquistó la medalla de oro en el segundo tablero y a de plata por equipos, hecho que repitió en la edición de 1988 en el 1.º tablero reserva. En las ediciones de 1972, 1974 y 1982 conquistó la medalla de plata por equipos y en 1984 y 1986 a de bronce. En participación individual, conquistó también la medalla de plata en 1984. Desde 1986 fue árbitro internacional de ajedrez. También fue presentadora en televisión. 
Llamada la "Reina de Ajedrez" ha editado varios libros.

## Premios
- 1988, Medalla de oro
- 1972 Medalla de plata
- 1974, Medalla de plata
- 1982, Medalla de plata
- 1984, Medalla de bronce por equipos
- 1984, Medalla de plata
- 1986, Medalla de bronce por equipos
- 1998, fue elegida miembro de honor de la Federación Internacional de Ajedrez.